# NHL Heritage Classic 2003
Das NHL Heritage Classic 2003 war ein Freiluft-Eishockeyspiel zwischen den Edmonton Oilers und den Canadiens de Montréal, das am 22. November 2003 im Commonwealth Stadium in Edmonton, Alberta, Kanada ausgetragen wurde. Es war das erste Freiluftspiel in der Geschichte der National Hockey League und wurde ins Leben gerufen, nachdem im Jahr 2001 ein Spiel im American-Football-Stadion von East Lansing zwischen den Eishockeyteams der University of Michigan und der Michigan State University stattgefunden hatte.
Das Heritage Classic fand vor 57.167 Zuschauern im Commonwealth Stadium statt und stellte somit einen Besucherrekord in der NHL auf. Der Andrang war groß, trotz Temperaturen um die −18 °C. Grund für die Austragung an einem so ungewöhnlichen Ort war die 25-jährige Ligaangehörigkeit der Oilers.

## Mega Stars-Game
Als erstes stand das „Mega Stars-Game“ auf dem Programm zwischen den besten Spielern, die früher für die Teams gespielt hatten. Die Mannschaft der Oilers bestand hauptsächlich aus Spielern der achtziger Jahre, als sie insgesamt fünf Stanley Cups gewinnen konnten. Anführer der „Mega Star“-Mannschaft von Edmonton war Wayne Gretzky. Die Canadiens wurden vertreten durch Spieler der sehr erfolgreichen siebziger Jahre sowie einiger Spieler aus den Stanley-Cup-Jahren 1986 und 1993. Sie wurden angeführt von Guy Lafleur. Ausschließlich Stanley-Cup-Gewinner standen für beide Teams auf dem Eis, mit Ausnahme vom ersten Mannschaftskapitän der Oilers, Ron Chipperfield, sowie Russ Courtnall für die Canadiens. Mark Messier, der zu diesem Zeitpunkt noch für die New York Rangers in der NHL aktiv war, erhielt die Freigabe seines Teams für die Oilers im „Mega Star-Game“ anzutreten. Das Spiel wurde auf zwei Mal 15 Minuten angesetzt. Die Oilers konnten das Spiel am Ende mit 2–0 gewinnen.

### Mannschaftsaufstellungen
| Pos | Spieler           |
| --- | ----------------- |
| G   | Grant Fuhr        |
| G   | Andy Moog         |
| G   | Bill Ranford      |
| D   | Jeff Beukeboom    |
| D   | Paul Coffey       |
| D   | Lee Fogolin       |
| D   | Randy Gregg       |
| D   | Charlie Huddy     |
| D   | Kevin Lowe        |
| D   | Marty McSorley    |
| D   | Craig Muni        |
| RW  | Glenn Anderson    |
| C   | Ron Chipperfield  |
| C   | Wayne Gretzky – C |
| F   | Dave Hunter       |
| RW  | Jari Kurri        |
| F   | Ken Linseman      |
| RW  | Dave Lumley       |
| C   | Mark Messier      |
| LW  | Dave Semenko      |
| LW  | Craig Simpson     |
| LW  | Esa Tikkanen      |

| Pos | Spieler                 |
| --- | ----------------------- |
| G   | Steve Penney            |
| G   | Richard Sévigny         |
| D   | Jean-Jacques Daigneault |
| D   | Gilbert Delorme         |
| D   | Gaston Gingras          |
| D   | Guy Lapointe            |
| D   | Craig Ludwig            |
| D   | Larry Robinson          |
| LW  | Benoît Brunet           |
| C   | Guy Carbonneau          |
| RW  | Cam Connor              |
| RW  | Russ Courtnall          |
| F   | Lucien DeBlois          |
| RW  | Guy Lafleur – C         |
| LW  | Yvon Lambert            |
| C   | Kirk Muller             |
| RW  | Mark Napier             |
| RW  | Chris Nilan             |
| LW  | Stéphane Richer         |
| LW  | Steve Shutt             |
| C   | Bobby Smith             |

## NHL-Partie
Danach kam es zur NHL-Partie zwischen den beiden Teams, die Montreal mit 4–3 gewinnen konnte. Richard Zedník von den Canadiens schoss das erste Tor des Spiels und später auch noch das entscheidende.

## Nachfolgeveranstaltungen
Am 1. Januar 2008 gab es mit dem NHL Winter Classic 2008 ein zweites Freiluftspiel der National Hockey League. Im Ralph Wilson Stadium in Buffalo trafen die Buffalo Sabres auf die Pittsburgh Penguins. Das NHL Winter Classic wird seitdem jährlich ausgetragen (mit Ausnahme von 2013).
Auch das NHL Heritage Classic ist inzwischen zu einer regelmäßigen Einrichtung der NHL geworden.